# Lohn (Szafuza)
Lohn – miejscowość i gmina w północnej Szwajcarii, w kantonie Szafuza.   

## Demografia
W Lohn mieszka 760 osób. W 2021 roku 8,9% populacji gminy stanowiły osoby urodzone poza Szwajcarią. 